# Schoten (brood)
Schoten zijn luxe broodjes uit de provincie Groningen, die lijken op langwerpige kadetjes. Ze zitten altijd met acht aan elkaar. Ze worden gemaakt van een deeg van meel, melk, eieren en basterdsuiker. Het deeg moet men twee keer laten rijzen, waarna er een schoten afdruk in gemaakt wordt. 
Vroeger werden ze op eerste kerstdag en nieuwjaarsdag gegeten. 